# Mistrzostwa Ameryki Środkowej i Karaibów w Lekkoatletyce 2011
23. Mistrzostwa Ameryki Środkowej i Karaibów w Lekkoatletyce – zawody lekkoatletyczne, które odbyły się od 15 do 17 lipca 2011 w Mayagüez w Portoryko.
Złoci medaliści mistrzostw, za zgodą swoich narodowych federacji, byli zwolnieni z konieczności uzyskania minimum kwalifikacyjnego na mistrzostwa świata (przełom sierpnia i września 2011) i mogli wystąpić na tej imprezie z dzikimi kartami.

## Rezultaty

### Mężczyźni
| Konkurencja                   | 1. miejsce                                                              | Rezultat      | 2. miejsce                                                                               | Rezultat       | 3. miejsce                                                                          | Rezultat      |
| Bieg na 100 m                 | Keston Bledman                                                          | 10,05         | Daniel Bailey                                                                            | 10,11          | Dexter Lee                                                                          | 10,18         |
| Bieg na 200 m                 | Michael Mathieu                                                         | 20,60         | Rondel Sorrillo                                                                          | 20,64          | Jason Young                                                                         | 20,78         |
| Bieg na 400 m                 | Renny Quow                                                              | 45,44         | Ramon Miller                                                                             | 45,56          | Erison Hurtault                                                                     | 45,93         |
| Bieg na 800 m                 | Andy González                                                           | 1:48,15       | Moise Joseph                                                                             | 1:48,94        | Joel Mejia                                                                          | 1:49,67 PB    |
| Bieg na 1500 m                | Nico Herrera                                                            | 3:44,92 SB    | Jose Esparza                                                                             | 3:45,78        | Jon Rankin                                                                          | 3:46,09 NR SB |
| Bieg na 5000 m                | José Uribe                                                              | 14:08,10 PB   | Luis Orta                                                                                | 14:14,30 PB    | Julio Pérez                                                                         | 14:22,01 SB   |
| Bieg na 10 000 m              | Juan Romero                                                             | 28:54,06 CR   | Alejandro Suárez                                                                         | 29:15,49 SB    | Milton Ayala                                                                        | 30:55,71 PB   |
| Półmaraton                    | Luis Collazo                                                            | 1:07:08       | Luis Rivera                                                                              | 1:08:38        | Oscar Ceron                                                                         | 1:09:17       |
| Bieg na 3000 m z przeszkodami | Luis Ibarra                                                             | 8:55,86       | Fernando Roman                                                                           | 8:58,95 NJR PB | Aaron Arias                                                                         | 9:01,35 PB    |
| Bieg na 110 m przez płotki    | Eric Keddo                                                              | 13,49 PB      | Hector Cotto                                                                             | 13,54 NR       | Paulo Villar                                                                        | 13,60 SB      |
| Bieg na 400 m przez płotki    | Leford Green                                                            | 49,03 SB      | Félix Sánchez                                                                            | 49,41 SB       | Jehue Gordon                                                                        | 50,10         |
| Sztafeta 4 × 100 m            | Jamajka · Lerone Clarke · Dexter Lee · Jason Young · Oshane Bailey      | 38,81         | Trynidad i Tobago · Aaron Armstrong · Darrel Brown · Emmanuel Callender · Keston Bledman | 38,89          | Saint Kitts i Nevis · Jason Rogers · Kim Collins · Antoine Adams · Brijesh Lawrence | 39,07 NR      |
| Sztafeta 4 × 400 m            | Bahamy · LaToy Williams · Avard Moncur · Michael Mathieu · Ramon Miller | 3:01,33       | Trynidad i Tobago · Lalonde Gordon · Jarrin Solomon · Deon Lendore · Renny Quow          | 3:01,65        | Jamajka · Dwight Mullings · Riker Hylton · Dawayne Barrett · Leford Green           | 3:02,00       |
| Chód na 20 000 m              | Allan Segura                                                            | 1:28:56,08 SB | Joe Bonilla                                                                              | 1:40:18,94     | Luis Lopez                                                                          | 1:40:34,16    |
| Skok wzwyż                    | Trevor Barry                                                            | 2,28          | James Grayman                                                                            | 2,25 SB        | Darwin Edwards                                                                      | 2,25          |
| Skok o tyczce                 | Cristian Sanchez                                                        | 5,00          | Alexander Castillo                                                                       | 4,90           | César González                                                                      | 4,90          |
| Skok w dal                    | Tyrone Smith                                                            | 8,06          | Damar Forbes                                                                             | 7,81           | Raymond Higgs                                                                       | 7,75          |
| Trójskok                      | Samyr Lainé                                                             | 17,09 SB      | Osniel Tosca                                                                             | 16,22          | Wilbert Walker                                                                      | 16,01         |
| Pchnięcie kulą                | O’Dayne Richards                                                        | 19,16         | Stephen Sáenz                                                                            | 18,66          | Edder Moreno                                                                        | 18,52         |
| Rzut dyskiem                  | Jason Morgan                                                            | 60,20         | Mario Cota                                                                               | 58,80          | Quincy Wilson                                                                       | 56,85         |
| Rzut młotem                   | Roberto Janet                                                           | 71,65         | Roberto Sawyer                                                                           | 65,96          | Pedro Muñoz                                                                         | 63,63 SB      |
| Rzut oszczepem (szczegóły)    | Guillermo Martínez                                                      | 81,55         | Arley Ibargüen                                                                           | 75,71          | Dairon Márquez                                                                      | 74,07         |
| Dziesięciobój                 | Marcos Sanchez                                                          | 7397 pkt. PB  | Claston Bernard                                                                          | 7299 pkt. SB   | Jonathan Davis                                                                      | 6766 pkt. SB  |

### Kobiety
| Konkurencja                   | 1. miejsce                                                                                  | Rezultat      | 2. miejsce                                                              | Rezultat     | 3. miejsce                                                                          | Rezultat     |
| Bieg na 100 m                 | Semoy Hackett                                                                               | 11,27         | Jura Levy                                                               | 11,36        | Simone Facey                                                                        | 11,39        |
| Bieg na 200 m                 | Nivea Smith                                                                                 | 22,80         | Anthonique Strachan                                                     | 22,90        | Anastasia Le-Roy                                                                    | 23,13 SB     |
| Bieg na 400 m                 | Shereefa Lloyd                                                                              | 51,69 SB      | Patricia Hall                                                           | 51,85        | Norma Gonzalez                                                                      | 51,90        |
| Bieg na 800 m                 | Gabriela Medina                                                                             | 2:01,50 PB    | Rose Mary Almanza                                                       | 2:02,23      | Natoya Goule                                                                        | 2:02,83      |
| Bieg na 1500 m                | Sandra Lopez                                                                                | 4:22,65       | Korene Hinds                                                            | 4:23,78      | Pilar McShine                                                                       | 4:24,93 SB   |
| Bieg na 5000 m                | Marisol Romero                                                                              | 16:05,68      | Sandra Lopez                                                            | 16:06,83 PB  | Johana Rivero                                                                       | 17:23,01     |
| Półmaraton                    | Michelle Coira                                                                              | 1:21:07       | Maria del Pilar Diaz                                                    | 1:21:45      | Maria Montilla                                                                      | 1:22:20      |
| Bieg na 3000 m z przeszkodami | Korene Hinds                                                                                | 9:54,67       | Beverly Ramos                                                           | 9:58,11      | Sara Prieto                                                                         | 10:42,65     |
| Bieg na 100 m przez płotki    | Vonette Dixon                                                                               | 12,77 SB      | Brigitte Merlano                                                        | 12,89 NR PB  | Lina Flórez                                                                         | 12,94 PB     |
| Bieg na 400 m przez płotki    | Andrea Sutherland                                                                           | 56,75         | Yolanda Osana                                                           | 57,23 SB     | Katrina Seymour                                                                     | 57,24 NJR PB |
| Sztafeta 4 × 100 m            | Trynidad i Tobago · Magnolia Howell · Michelle-Lee Ahye · Ayanna Hutchinson · Semoy Hackett | 43,47         | Jamajka · Jura Levy · Anastasia Le-Roy · Simone Facey · Patricia Hall   | 43,63        | Bahamy · V'Alonne Robinson · Nivea Smith · Cache Armbrister · Anthonique Strachan   | 43,74        |
| Sztafeta 4 × 400 m            | Jamajka · Andrea Sutherland · Shereefa Lloyd · Natoya Goule · Patricia Hall                 | 3:29,86       | Dominikana · Raysa Sanchez · Diana Taylor · Rosa Fabian · Yolanda Osana | 3:34,73      | Trynidad i Tobago · Alena Harriman · Magnolia Howell · Josanne Lucas · Afiya Walker | 3:34,84      |
| Chód na 10 000 m              | Milanggela Rosales                                                                          | 47:19,91      | Sandra Galvis                                                           | 48:23,59     | Wilane Cuebas                                                                       | 55:52,53     |
| Skok wzwyż                    | Levern Spencer                                                                              | 1,82          | Marielis Rojas                                                          | 1,82 SB      | Fabiola Ayala                                                                       | 1,79         |
| Skok o tyczce                 | Keisa Monterola                                                                             | 4,00          | Milena Agudelo                                                          | 3,95         | Andrea Zambrana                                                                     | 3,80 SB      |
| Skok w dal                    | Bianca Stuart                                                                               | 6,81 CR NR PB | Arantxa King                                                            | 6,47 PB      | Yvonne Trevino                                                                      | 6,30 PB      |
| Trójskok                      | Ayanna Alexander                                                                            | 13,50         | Aida Villareal                                                          | 13,40 SB     | Ana José Tima                                                                       | 13,11 SB     |
| Pchnięcie kulą                | Cleopatra Borel-Brown                                                                       | 19,00         | Angela Rivas                                                            | 17,12 NR PB  | Annie Alexander                                                                     | 17,05        |
| Rzut dyskiem                  | Denia Caballero                                                                             | 62,06         | Brittany Borrero                                                        | 54,03        | Allison Randall                                                                     | 52,75        |
| Rzut młotem                   | Johana Moreno                                                                               | 67,97         | Rosa Rodríguez                                                          | 65,74        | Natalie Grant                                                                       | 62,46        |
| Rzut oszczepem                | Fresa Núñez                                                                                 | 54,29 NR PB   | Flor Ruíz                                                               | 54,02        | Abigail Gómez                                                                       | 53,13 PB     |
| Siedmiobój                    | Gretchen Quintana                                                                           | 5704 pkt.     | Francia Manzanillo                                                      | 5601 pkt. SB | Peaches Roach                                                                       | 5589 pkt. SB |

| Miejsce | Państwo             | Złoto | Srebro | Brąz | Razem |
| ------- | ------------------- | ----- | ------ | ---- | ----- |
| 1.      | Jamajka             | 9     | 6      | 10   | 25    |
| 2.      | Meksyk              | 7     | 6      | 7    | 20    |
| 3.      | Trynidad i Tobago   | 6     | 3      | 5    | 14    |
| 4.      | Kuba                | 6     | 2      | 0    | 8     |
| 5.      | Bahamy              | 5     | 2      | 3    | 10    |
| 6.      | Portoryko           | 3     | 8      | 3    | 14    |
| 7.      | Wenezuela           | 3     | 3      | 4    | 10    |
| 8.      | Kolumbia            | 1     | 5      | 7    | 13    |
| 9.      | Dominikana          | 1     | 5      | 2    | 8     |
| 10.     | Haiti               | 1     | 1      | 0    | 2     |
| 10.     | Kostaryka           | 1     | 1      | 0    | 2     |
| 10.     | Bermudy             | 1     | 1      | 0    | 2     |
| 13.     | Saint Lucia         | 1     | 0      | 1    | 2     |
| 14.     | Antigua i Barbuda   | 0     | 2      | 0    | 2     |
| 15.     | Dominika            | 0     | 0      | 1    | 1     |
| 15.     | Kajmany             | 0     | 0      | 1    | 1     |
| 15.     | Saint Kitts i Nevis | 0     | 0      | 1    | 1     |